# Phường 13, Tân Bình
Phường 13 là một phường thuộc quận Tân Bình, Thành phố Hồ Chí Minh, Việt Nam.

## Địa lý
Phường 13 nằm ở trung tâm quận Tân Bình, có vị trí địa lý:
- Phía đông giáp Phường 12
- Phía tây giáp quận Tân Phú
- Phía nam giáp Phường 14
- Phía bắc giáp Phường 15.

Phường có diện tích 1,31 km², dân số năm 2021 là 48.681 người,  mật độ dân số đạt 37.161 người/km².

## Lịch sử
Trước năm 1975, địa bàn Phường 13 ngày nay là một phần xã Tân Sơn Nhì, quận Tân Bình, tỉnh Gia Định.
Năm 1976, xã Tân Sơn Nhì giải thể để thành lập các phường mới thuộc quận Tân Bình, trong đó có Phường 13.
Ngày 27 tháng 8 năm 1988, Hội đồng Bộ trưởng ban hành Quyết định 136-HĐBT. Theo đó, sáp nhập 1 tổ dân phố với 209 người của Phường 22 vừa giải thể vào Phường 13.
Sau khi điều chỉnh địa giới hành chính, phường 13 có 64 tổ dân phố với 15.461 người.
Ngày 5 tháng 11 năm 2003, Chính phủ ban hành Nghị định 130/2003/NĐ-CP. Theo đó:
- Điều chỉnh 3,22 ha diện tích tự nhiên và 758 người của Phường 13 về Phường 11 quản lý.
- Điều chỉnh 1,49 ha diện tích tự nhiên và 1.425 người của Phưòng 13 về Phường 12 quản lý.
- Điều chỉnh 79,75 ha diện tích tự nhiên và 26.019 người của Phường 13 về Phường 14 quản lý.
- Điều chỉnh 9,26 ha diện tích tự nhiên và 3.201 người của Phường 14 về Phường 13 quản lý.

Sau khi điều chỉnh địa giới hành chính, Phường 13 có 118,24 ha diện tích tự nhiên, dân số là 43.989 người.